# Амхерст (Тексас)
Амхерст (енгл. Amherst) град је у америчкој савезној држави Тексас. По попису становништва из 2010. у њему је живело 721 становника.

## Демографија
Према попису становништва из 2010. у граду је живело 721 становника, што је 70 (8,8%) становника мање него 2000. године.
| Група             | 2000.       | 2010.       |
| Белци             | 399 (50,4%) | 328 (45,5%) |
| Афроамериканци    | 74 (9,4%)   | 34 (4,7%)   |
| Азијати           | 0 (0,0%)    | 0 (0,0%)    |
| Хиспаноамериканци | 316 (39,9%) | 349 (48,4%) |
| Укупно            | 791         | 721         |